# Karina Wojciechowska
Karina Wojciechowska (ur. 6 maja 1972 w Mysłowicach) – polska modelka. Miss Polonia 1991 i Miss Planet 1992.
Żona Rafała Wieczorka, z którym ma syna Wiktora. Z poprzedniego związku ma także córkę, Martynę. Mieszka w Łodzi.